# Italiens Grand Prix 1979
Italiens Grand Prix 1979 var det trettonde av 15 lopp ingående i formel 1-VM 1979.  

## Resultat
1. Jody Scheckter, Ferrari, 9 poäng
2. Gilles Villeneuve, Ferrari, 6
3. Clay Regazzoni, Williams-Ford, 4
4. Niki Lauda, Brabham-Alfa Romeo, 3
5. Mario Andretti, Lotus-Ford, 2
6. Jean-Pierre Jarier, Tyrrell-Ford, 1
7. Carlos Reutemann, Lotus-Ford
8. Emerson Fittipaldi, Fittipaldi-Ford
9. Alan Jones, Williams-Ford
10. Didier Pironi, Tyrrell-Ford
11. Hans-Joachim Stuck, ATS-Ford
12. Vittorio Brambilla, Alfa Romeo
13. Riccardo Patrese, Arrows-Ford
14. Jean-Pierre Jabouille, Renault (varv 45, motor)

### Förare som bröt loppet
- Jacques Laffite, Ligier-Ford (varv 41, motor)
- Keke Rosberg, Wolf-Ford (41, motor)
- Jacky Ickx, Ligier-Ford (40, motor)
- Elio de Angelis, Shadow-Ford (33, koppling)
- Bruno Giacomelli, Alfa Romeo (28, snurrade av)
- René Arnoux, Renault (13, motor)
- John Watson, McLaren-Ford (13, olycka)
- Patrick Tambay, McLaren-Ford (3, motor)
- Jochen Mass, Arrows-Ford (3, upphängning)
- Nelson Piquet, Brabham-Alfa Romeo (1, olycka)

### Förare som ej kvalificerade sig
- Jan Lammers, Shadow-Ford
- Marc Surer, Ensign-Ford
- Arturo Merzario, Merzario-Ford
- Hector Rebaque, Rebaque-Ford